# 1283
Năm 1283 là một năm trong lịch Julius.